# Wilhelm Roux
Pour les articles homonymes, voir Roux.
Wilhelm Roux, né le 9 juin 1850 à Iéna et mort le 15 septembre 1924 à Halle, est un zoologiste allemand, considéré comme l’un des fondateurs de l’embryologie expérimentale.

## Biographie
Wilhelm Roux étudie notamment auprès d’Ernst Haeckel (1834-1919) à Iéna, Berlin et Strasbourg. Il devient assistant à l’Institut d’hygiène de Leipzig en 1879, puis, en 1886, professeur à l’Institut d’embryologie et de mécanique du développement à l’université de Breslau. Il dirige cet institut deux ans plus tard.
En 1889, il vient à Innsbruck pour y enseigner l’anatomie, puis, de 1895 à 1921, il enseigne à Halle.
Il fonde en 1894 la revue Archiv für Entwicklungsmechanik der Organismen revue prestigieuse qui porte, à partir de 1925 et jusqu’à la fin de sa parution en langue allemande, en 1975, le titre de Wilhelm Roux’ Archiv für Entwicklungsmechanik der Organismen. La revue, passée à l’anglais, s'intitule aujourd’hui Roux’s archives of developmental biology.

## Œuvres
- Geschichtliche Abhandlung über Entwicklungsmechanik (deux volumes, 1895)
- Der Kampf der Teile im Organismus (1881)
  - La Lutte des parties dans l’organisme, Paris, Éditions Matériologiques, coll. "Sciences & Philosophie", 212 p., 2012  (ISBN 978-2919694334) (première traduction en français)
- Über die Entwicklungsmechanik der Organismen (1890)
- Die Entwicklungsmechanik (1905)
- Terminologie der Entwicklungsmechanik (1912)